# Hoops Club
L'Hoops Club (in arabo نادي هوبس) è una squadra professionistica di pallacanestro con sede nel distretto di Jdeideh ,situato nel sud di Beirut, in Libano, che milita nella Lebanese Basketball League, la massima categoria nazionale.

## Storia
L'Hoops Club è stato fondato nel 2001 su iniziativa di Jassem Kanso, un ex giocatore di pallacanestro libanese, con l'intenzione di costruire una cultura sportiva in Libano, dare valore al settore dello sport e arricchire la vita delle persone attraverso la forza dello sport. L'Hoops è un'organizzazione non governativa (ONG) e fin dalla sua fondazione  ha collaborato con l'UNICEF e con numerose altre ONG locali e internazionali per realizzare programmi e iniziative in grado di cambiare la vita di bambini, giovani e dei loro caregiver nelle comunità più svantaggiate.
La squadra di pallacanestro dell'Hoops Club ha fatto il suo esordio nella Lebanese Basketball League nella stagione 2009-2010, concludendo la stagione regolare al terzo posto in classifica, perdendo però nelle semifinali play-off contro il Champville SC. Da quella stagione in poi la squadra ha sempre preso parte alla Lebanese Basketball League tranne che nella stagione 2017-2018, quando la società decise di non iscrivere la squadra a nessun campionato nazionale.

## Organico

### Roster 2024-2025
Aggiornato al 26 febbraio 2025
|    | Naz.                                        | Ruolo | Sportivo           | Anno | Alt. | Peso |  |
| -- | ------------------------------------------- | ----- | ------------------ | ---- | ---- | ---- |  |
| 0  | Libano (bandiera)                           | G     | Tanios Akiki       | 2000 | 188  | 80   |  |
| 6  | Libano (bandiera)                           | PG    | Karim Ouwedet      | 2002 |      |      |  |
| 7  | Stati Uniti (bandiera)                      | G     | A.J. English       | 1992 | 193  | 93   |  |
| 10 | Libano (bandiera)                           | G     | Elio Bassil        | 1996 | 185  | 80   |  |
| 11 | Libano (bandiera)                           | PG    | Rodrigue Akl       | 1988 | 187  | 85   |  |
| 18 | Libano (bandiera)                           | C     | Omar Al Jamal      | 2003 | 203  | 92   |  |
| 23 | Libano (bandiera)                           | AP    | Alaa Sabbagh       | 2004 | 192  | 88   |  |
| 32 | Nigeria (bandiera) · Stati Uniti (bandiera) | C     | Abayomi Iyiola     | 1998 | 208  | 99   |  |
| 35 | Libano (bandiera)                           | G     | Jean-Marc Jarrouge | 1995 | 190  | 90   |  |
| 44 | Libano (bandiera)                           | AG    | Zein Makhzoum      | 2005 |      |      |  |
| 77 | Libano (bandiera)                           | G     | Abed Sabbagh       | 2004 | 190  | 83   |  |
| 96 | Stati Uniti (bandiera)                      | AG    | Dikembe Dixson     | 1996 | 201  | 91   |  |
|    | Libano (bandiera)                           | PG    | Johnny Sawma       | 2009 | 184  | 78   |  |

### Staff tecnico
| Ruolo           | Nome            |
| --------------- | --------------- |
| Capo Allenatore | Gilbert Nasr    |
| Assistente      | Hagop Katenjian |
| Assistente      | Akram Shamy     |

## Giocatori celebri
- Dikembe Dixson
- A.J. English
- Sean Colson
- Byrd William
- Calvin Cage
- Vernon Hamilton
- Brandon Johnson
- Ashton Gibbs
- Sekani Milligen
- Dwayne Davis
- Tyrone Nelson
- Chris Crawford
- J'mison Morgan
- Willie Warren
- Courtney Fells
- Wendell McKines
- Juwann James
- Myles Lewis
- C.J. Giles
- Andre Smith
- Duby Okeke
- Chamberlain Oguchi
- Ersid Ljuca
- Sani Sakakini
- Vladan Vukosavljević
- Keanau Post
- Romani Hansen
- Vytautas Šulskis
- Ibrahima Thomas
- Rodrigue Akl
- Ali Fakhreddine
- Ali Mansour
- Cheikh Hussein
- Hussein Tawbeh
- Hassan Lakiss
- Ziadeh Marwan
- Ali Mezher
- Sabah Khouri
- Antwain Barbour
- Miguel Martinez
- Bilal Tabbara
- Karim Zeinoun
- Gabriel Salibi
- Habib Abdallah
- Mark Al-Khoury

## Allenatori
- 2001-2009...
- 2009-2010  Peter Schomers
- 2010-2011  Facundo Petracci
- 2011-2014  Omar Hassino
- 2014-2016  Patrick Saba
- 2016-2017  Thanasis Papahatzis
- 2017-2018...
- 2018-2020   Jad El Hajj
- 2021-2023...
- 2023-2024   Alen Abaz
- 2024-  Gilbert Nasr